# Tipula (Lunatipula) montifer
Tipula (Lunatipula) montifer is een tweevleugelige uit de familie langpootmuggen (Tipulidae). De soort komt voor in het Palearctisch gebied.